# Râul Mogoșoaia
Râul Mogoșoaia este un afluent de stânga al Râului Doftana, din Județul Prahova, România.

## Hărți
- Harta Munților Grohotiș [nefuncțională – arhivă]
- Harta județului Prahova